# 胸廓
胸廓（英語：thoracic cage）又称肋廓（rib cage）、肋骨笼，是多数脊椎动物胸部由胸椎、肋骨、胸骨构成的骨质支架。由胸廓围成的空腔称为胸腔。胸廓可以保护胸腔内的心、肺等重要器官。
人类的胸廓由12块胸椎、12对肋骨和肋软骨以及1块胸骨（包括胸骨柄、胸骨体和剑突三部分）构成。

人体胸廓的CT扫描（左为平行投影，右为透视投影）